# Pilawa (gromada)
Pilawa – dawna gromada, czyli najmniejsza jednostka podziału terytorialnego Polskiej Rzeczypospolitej Ludowej w latach 1954–1972.
Gromady, z gromadzkimi radami narodowymi (GRN) jako organami władzy najniższego stopnia na wsi, funkcjonowały od reformy reorganizującej administrację wiejską przeprowadzonej jesienią 1954 do momentu ich zniesienia z dniem 1 stycznia 1973, tym samym wypierając organizację gminną w latach 1954–1972.
Gromadę Pilawa z siedzibą GRN w Pilawie (wówczas wsi) utworzono – jako jedną z 8759 gromad na obszarze Polski – w powiecie garwolińskim w woj. warszawskim, na mocy uchwały nr VI/10/2/54 WRN w Warszawie z dnia 5 października 1954. W skład jednostki weszły obszary dotychczasowych gromad Łucznica i Pilawa ze zniesionej gminy Osieck oraz obszar dotychczasowej gromady Lipówki ze zniesionej gminy Parysów w tymże powiecie. Dla gromady ustalono 21 członków gromadzkiej rady narodowej.
31 grudnia 1959 do gromady Pilawa przyłączono obszar zniesionej gromady Jaźwiny w tymże powiecie.
31 grudnia 1960 z gromady Pilawa wyłączono wieś Grabianka, włączając ją do gromady Osieck w powiecie otwockim w tymże województwie.
31 grudnia 1961 do gromady Pilawa włączono obszar zniesionej gromady Puznówka, wsie Trąbki i Wygoda oraz osadę Czechy ze zniesionej gromady Trąbki a także wsie Grzebowilk, Kalonka i Zawadki ze zniesionej gromady Wola Starogrodzka w tymże powiecie.
Gromada przetrwała do końca 1972 roku, czyli do kolejnej reformy gminnej. 1 stycznia 1973 w powiecie garwolińskim utworzono gminę Pilawa.